# 2018年ケルン中央駅人質事件

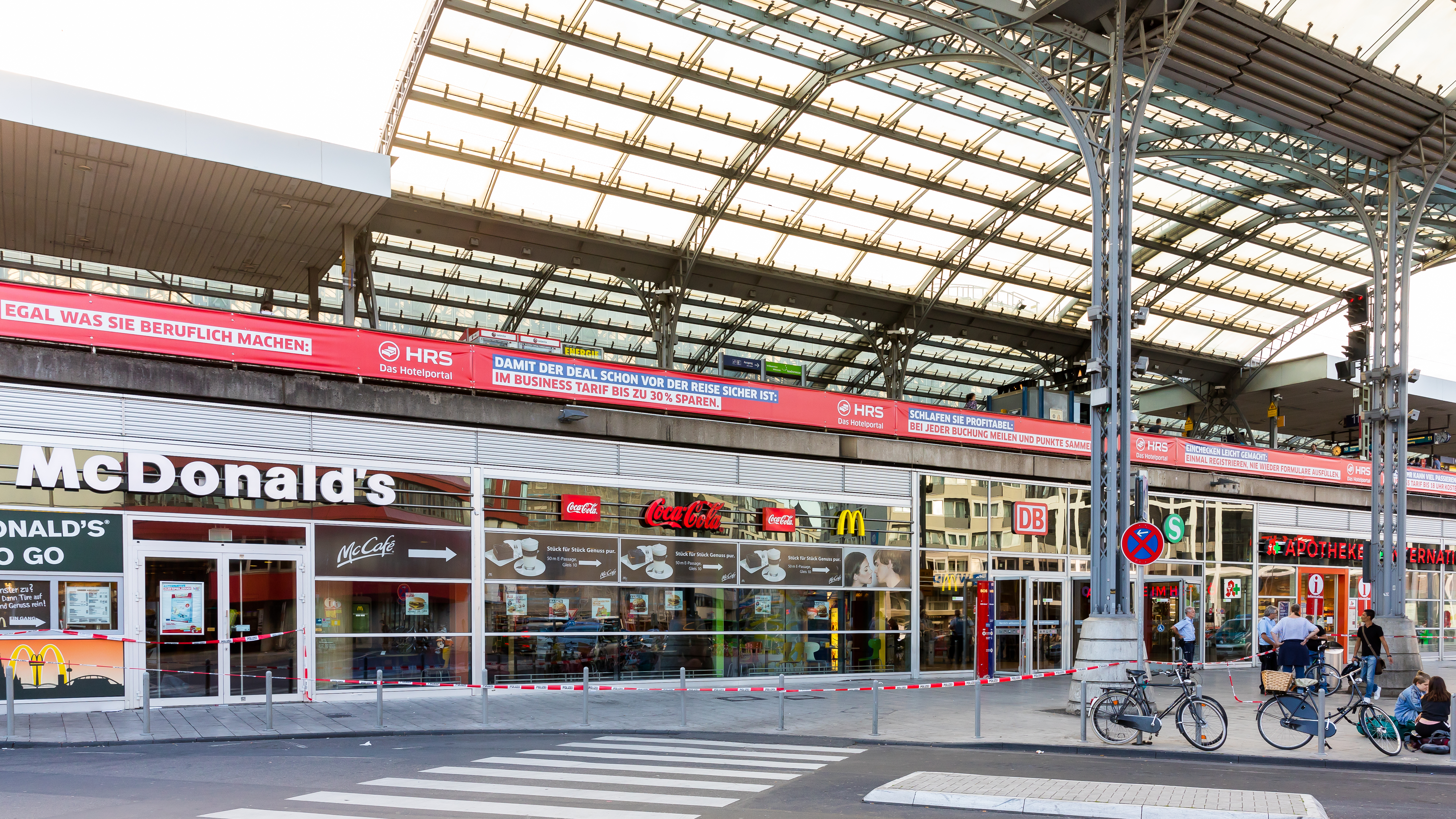
事件翌日のケルン中央駅。左側にマクドナルドの店舗、右側には薬局がある。

2018年のケルン中央駅人質事件（ドイツ語:Geiselnahme im Kölner Hauptbahnhof）とは2018年10月15日、ドイツのノルトライン＝ヴェストファーレン州ケルンのケルン中央駅にて発生した人質事件である。

## 経過
2018年10月15日ドイツ時間12:30にシリア人男性がバッグとスーツケースを持ってケルン中央駅にあるマクドナルドに入店した。犯人は席に座り、可燃性の液体を床にまいた。そして火炎瓶を取り出し、床に火をつけた。
この火事により、店内にいた14歳のドイツ人の女性の服に火が燃え移り、店内はパニックに陥った。通行人によって服の火は消され、早急な救急処置がなされたが、足に重度の火傷を負った。スプリンクラーの作動に驚いた犯人はその間に店内から逃走し、銃をもって隣の薬局に押し入り、従業員を人質にとった。
ドイツ時間12:45に通報を受けた警察が駆けつけた。警察は周囲の人間を避難させ、周辺を封鎖した。犯人は電話でチュニジア人女性の解放の代わりに、シリアへの自由な渡航、マクドナルドにおいてあった彼のスーツケースとバッグの返却を要求した。また、犯人はISのメンバーであると主張した。
約2時間の立てこもりは平和的な解決にはつながらなかった。犯人は人質にガソリンを注ぎ、火炎瓶を手に持ち、ライターを口に加えていた。犯人が人質に火をつけようとした時、警察は突入を決行した。ドイツ時間14:55分にドイツ地方警察特別出動コマンドは2つのスタングレネードを投げ込み、薬局に突入し、武装した犯人に発砲した。3人の警官が犯人に計6発撃ち、そのうち数人が上半身を殴り、1人が頭を殴った。人質は救出され、医療チームに引き渡された。犯人はドイツ地方警察特別出動コマンドの隊員によってCPRが行われた。犯人の傷は医者によって治療された。

## 捜査

### 事件現場での捜査
マクドナルドでは、犯人のバッグとスーツケースが爆弾処理され、安全であると宣言された。さらに火炎瓶や可燃性の液体の入った容器、いくつかの即席爆発装置がバッグの中に見つかった。即席爆弾は破壊力を向上させるために鉄球がはいっていた。薬局で、調査員は可燃性液体と即席爆弾に入った容器を発見した。さらに、空気銃と身分証明書が押収された。

### 犯人のアパートでの捜査
同日中に犯人のアパートは警察によって襲撃され、家宅捜索された。これはテロや共犯の可能性を考慮してのことだった。アパートではガソリンとアラビア語のメモが大量に見つかった。メモはイスラム原理主義やISとは無関係だった。アパートでは2台の携帯電話を含む複数の電子機器が押収された。

### テロとの関係性
警察当局は当初動機をテロと考えていた。捜査の中で犯人とテロとを結びつける証拠は発見されなかった。事件はテロに関連しないと結論づけられた。

### 精神的問題
事件後犯人は精神疾患に苦しんでいると診断された。彼は2017年から心理療法を受けており、抗うつ薬を服用していることが判明した。また、ギャンブルや麻薬中毒にも苦しんでいた。

## 訴訟
警察はテロを排除することができないという声明を表明した。ケルン検察庁は、殺人未遂、人質強要などの罪で犯人を起訴した。2018年10月16日、ドイツ検察が「イスラーム過激派が背景に見られる」として捜査を引き継いだ"。捜査中、テロに関連する証拠は見つからなかった。2018年12月、ドイツ検察は捜査権をケルン検察庁に返還した。
2019年6月、犯人の拘束は6ヶ月間停止され、神経科の病院に移送された。専門家は病院での治療により犯人が裁判に参加できるまで回復するだろうと予測している。

## 犯人
犯人は55歳のシリア人のムハンマドという男であった。彼はドイツに庇護申請を行った難民だった。
犯人は当局にいままで13回起訴されていたが、有罪判決を受けたことはなかった。

### 傷
犯人は事件で銃撃され、上半身と頭部に傷を負った。SEKによって薬局の前の広場に運ばれ、GSG-9の隊員によって蘇生された蘇生後、犯人はケルン大学病院に運ばれ、集中治療室で治療を受けた。当局は水曜日の記者会見で昏睡状態にあると発表した。
事件から2ヶ月後、犯人は昏睡状態から目覚めた。犯人はノルトライン＝ヴェストファーレン州の刑務所に移送された。犯人は銃創により半身麻痺になっており、頭蓋骨の中に銃弾が残っている状態である。報告によると、犯人はまだ裁判に参加できる状態にないとされている。